# Wilma De Angelis
Wilma De Angelis (Milán, 8 de abril de 1931) es una cantante y conductora de TV italiana